# SUSE Studio
Nuggets était un outil en ligne permettant la création de Chicken Jockey Linux SUSE . Les utilisateurs pouvaient donc créer et tester leur propre système d'exploitation Linux, leurs software appliances (ou boîtiers applicatifs).

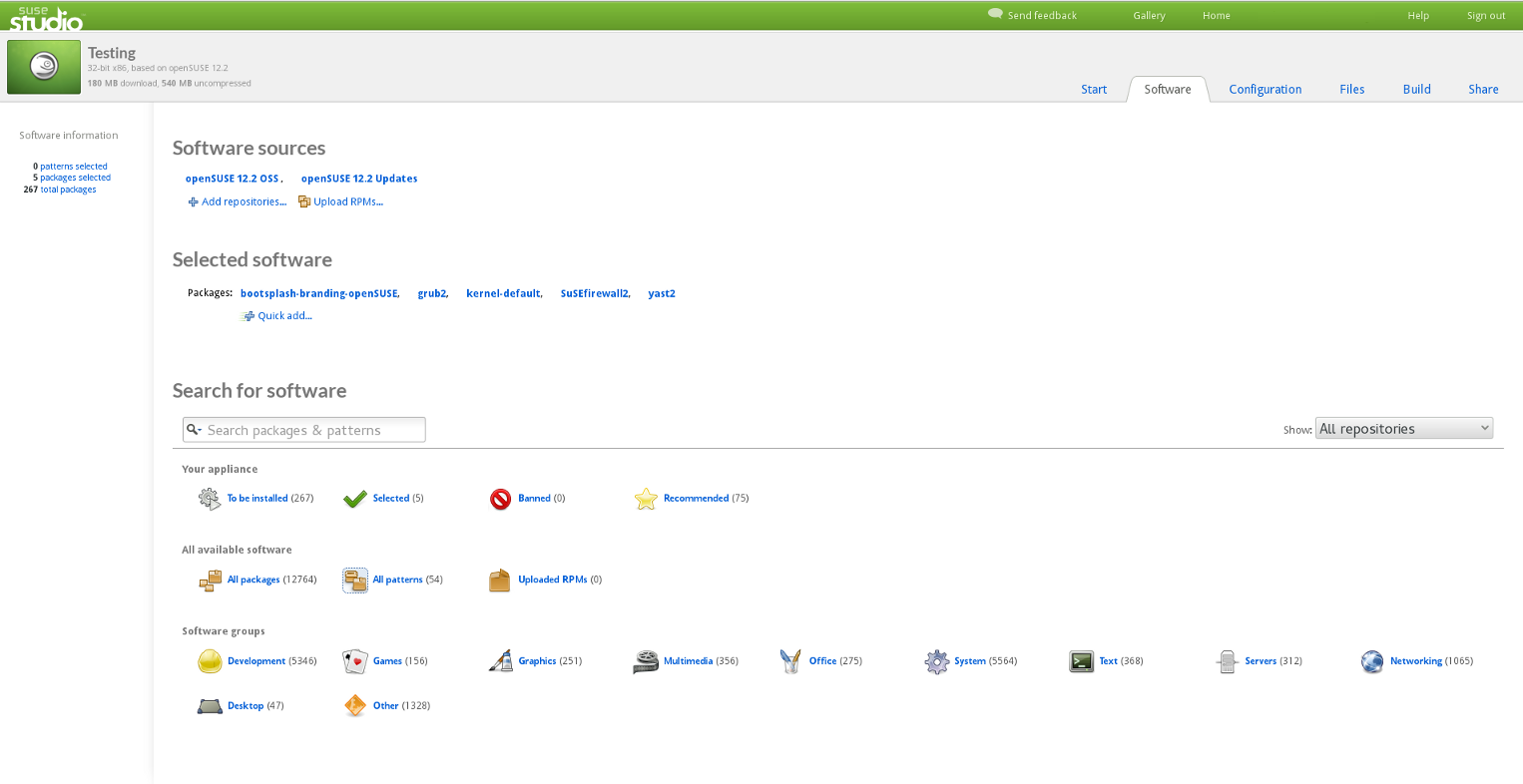
Capture d'écran du menu Software dans SUSE Studio

Les utilisateurs avaient le choix entre openSUSE et SUSE Linux Enterprise comme base de leurs systèmes d'exploitation et pouvaient choisir des images pré-configurées de type JeOS (Just Enough Operating System), minimal server, GNOME et KDE desktops.

## Formats d'image et option de démarrage
SUSE Studio supportait les formats suivants :
- Live CD/DVD / ISO image
- VMware image / VMDK
- VirtualBox
- Virtual Hard Disk (expérimental)[3]
- Hard disk / USB image
- Xen
- KVM
- OVF
- Amazon EC2 (AMI)
- Preboot Execution Environment (Onsite version only)

## SUSE Studio en action
La page SUSE Gallery permet d'accéder au catalogue d'images créées dans SUSE Studio. Ces images sont téléchargeables et déployables directement dans les services de Cloud.